# Hissène Habré
Hissène Habré (ur. 13 września 1942 w Faya, zm. 24 sierpnia 2021 w Dakarze) – czadyjski polityk, w latach 1978–1979 premier Czadu, w latach 1982–1990 prezydent kraju.

## Życiorys
Urodził się w 1942 w rodzinie pasterskiej z plemienia Tubu. W 1962 ukończył w Czadzie szkołę misyjną. Następnie znalazł się we francuskiej administracji wojskowej. Otrzymał także stypendium od czadyjskiego rządu i poleciał na studia do Paryża. Ukończył tam m.in. politologię oraz administrację. W 1970 wrócił do kraju, kiedy trwała tam wojna domowa. Urzędujący wówczas prezydent François Tombalbaye wysłał go na negocjacje z rebeliantami z ugrupowania Frolinat. Habré wypowiedział jednak posłuszeństwo prezydentowi i przystąpił do rebelii. W 1972 został dowódcą Sił Zbrojnych Północy (FAN), bojowego ramienia Frolinat. W 1976 doszło do sporu między rebeliantami, w wyniku którego Habré wyemigrował do Sudanu. W 1979 podpisano pokój kończący wojnę domową. Lider rebeliantów Goukouni Oueddei został prezydentem, a Habré ministrem obrony. Koalicja rządowa była bardzo niestabilna. Ponadto Czad był skonfliktowany z Libią, której żołnierze swobodnie poruszali się po strefie Aouzou i dokonali faktyczną aneksję tego regionu. Jako minister obrony zażądał od pułkownika M’uammara al-Kaddafiego, by jego żołnierze opuścili terenu Czadu. Prezydent nie chcąc konfliktu z Libią, zdymisjonował Habré, który ponownie wyemigrował do Sudanu. Tymczasem Goukouni Oueddei faktycznie uznał zwierzchnictwo Libii. Zaniepokojone tym kraje zachodnie udzieliły poparcia Habré, który ruszył na Ndżamenę, zdobywając ją w czerwcu 1982. Przejęcie władzy przez Habré umożliwione zostało też przez trwającą w tym czasie interwencję wojsk francuskich, która miała na celu osłabienie w kraju wpływów libijskich.
Sprawował dyktaturę utrzymując się przy władzy dzięki pomocy Francji i Stanów Zjednoczonych. Obydwa mocarstwa popierały go w wojnie domowej przeciwko opozycji wspieranej przez Libię. Po objęciu fotelu prezydenta przez Habré, al-Kaddafi wysłał do Czadu żołnierzy, którzy zajęli północ kraju. W latach 1983–1984 doszło do interwencji francuskiej, a Stany Zjednoczone wysłały instruktorów wojskowych oraz samoloty kontroli powietrznej AWACS. Wybuchły krwawe walki, z których zwycięsko wyszedł Habré. Decydujący cios armii libijskiej Habré zdał podczas tzw. wojny toyot (1986-87).
Podczas jego rządów Czad należał do jednych z najbiedniejszych krajów świata, a on sam opływał w luksusy. W czasie jego rządów stracono 40 tysięcy osób, a kolejne 200 tysięcy było torturowanych. W 1990 w wyniku antyrządowej rebelii pod wodzą Idrissa Déby’ego uciekł z kraju i osiadł w Senegalu. Został oskarżony o zbrodnie przeciwko ludzkości i oczekiwał na proces.
W 2000 wpłynął pierwszy pozew o aresztowanie byłego dyktatora. Sędzia z Dakaru, który prowadził proces, uznał go za współwinnego m.in. tortur i aktów barbarzyństwa. W 2001 pozew złożyła grupa Czadyjczyków mieszkających w Belgii. Ofiary dyktatora zwróciły się zatem do rządu w Brukseli. W 2005 Belgia wystawiła międzynarodowy nakaz aresztowania. W Senegalu nałożono na niego prowizoryczny areszt domowy, jednak kraj ten stwierdził, że senegalskie prawo nie zezwala na ekstradycję Habré do Belgii. W 2006 Unia Afrykańska poprosiła Senegal, by osądził Habré. Prezydent Senegalu Abdoulaye Wade wyraził zgodę, wprowadzono poprawki w konstytucji, by umożliwić sądzenie byłego dyktatora Czadu. Jednak Dakar zażądał pokrycia kosztów procesu. Organizacje międzynarodowe uznały to za farsę. Prezydent Wade zagroził wysłaniem Habré do Czadu, gdzie czekał na niego zaoczny wyrok kary śmierci, na czym Unii Afrykańskiej nie zależało. Zapłacono więc rządowi senegalskiemu 11 mln dolarów.
W maju 2011 zerwano współpracę nad procesem. Oficjalnego powodu nie podano. Prezydent Senegalu powiedział, jedynie, że nie otrzymał takiego wsparcia na jakie liczył. 8 lipca 2011 Senegal ogłosił, że w ciągu trzech dni dojdzie do ekstradycji Habré do Czadu. W ostatniej chwili wycofano się z transportu do Czadu. Pod koniec lipca 2011 Belgia jeszcze raz poprosiła o ekstrakcję Habré.
Aresztowany przez władze Senegalu 30 czerwca 2013 roku. 30 maja 2016 został uznany za winnego zbrodni przeciwko ludzkości przez Nadzwyczajny Trybunał Afrykański. Sąd skazał go na karę dożywotniego pozbawienia wolności.